# Prionota flaviceps
Prionota flaviceps är en tvåvingeart som först beskrevs av Günther Enderlein 1912.  Prionota flaviceps ingår i släktet Prionota och familjen storharkrankar. Inga underarter finns listade i Catalogue of Life.